# Chrysochlora amethystina
Chrysochlora amethystina är en tvåvingeart som först beskrevs av Fabricius 1805.  Chrysochlora amethystina ingår i släktet Chrysochlora och familjen vapenflugor.
Artens utbredningsområde är Madagaskar. Inga underarter finns listade i Catalogue of Life.